# Emoia maxima
Emoia maxima este o specie de șopârle din genul Emoia, familia Scincidae, descrisă de Brown 1953. Conform Catalogue of Life specia Emoia maxima nu are subspecii cunoscute.